# فرانسيسكو هرنانديز دي كوردوبا (فاتح يوكاتان)
فرانسيسكو هرنانديز دي كوردوبا (بالإسبانية: Francisco Hernández de Córdoba)‏ (المتوفي عام 1517) هو مستكشف إسباني، اشتهر بحملته التي قادها عام 1517، لاستكشاف شبه جزيرة يوكاتان، حيث قام بأول اتصال أوروبي مع حضارة المايا.

## روابط خارجية
- فرانسيسكو هرنانديز دي كوردوبا على موقع الموسوعة البريطانية (الإنجليزية)